# ミカサ・モダンアートミュージアム
ミカサ・モダンアートミュージアムは、北海道三笠市の美術館。正式名称は三笠市芸術文化交流施設。

## 概要
1983年（昭和58年）に移築され、1998年（平成10年）3月に閉校した三笠市立幌内中学校校舎を利用し、2000年（平成12年）4月1日に市民や芸術家の創作・展示活動を支援する芸術文化交流施設として開館した。運営主体は三笠市教育委員会。三笠市出身の大和屋巌（日本水彩画会）の水彩画やスケッチなどが展示されている。
- 構 造：鉄筋コンクリート2階建[1]
- 建築面積：1,845㎡[1]
- 延床面積：2,884㎡[1]

建物の老朽化により2023年（令和5年）6月末で閉館となる。

## 館内
館内には以下のような施設や展示がある。
- 1階
  - オープンギャラリー
  - 記憶の部屋
  - 岡本写真塾
  - 市民文化展示室
  - 有馬発伝所
  - 陶工房SHIMOZAWA
  - 古川せつおオブジェ（木工）
  - WINDS
  - 宙-SORA
  - 木工房サンクラフト
- 2階
  - ブラスト工房仁
  - 思い出の部屋
  - 写真協会三笠支部
  - 大和屋巌水彩画常設展
  - 木彫りアンモナイト
  - 劇団「湖」